# Champlas - Colle Sestriere
Champlas - Colle Sestriere este o arie protejată (arie specială de conservare — SAC, sit de importanță comunitară — SCI) din Italia întinsă pe o suprafață de 1.050 ha, integral pe uscat.

## Localizare
Centrul sitului Champlas - Colle Sestriere este situat la coordonatele 44°57′07″N 6°50′59″E / 44.951944°N 6.849722°E.

## Înființare
Situl Champlas - Colle Sestriere a fost declarat sit de importanță comunitară în septembrie 1995 pentru a proteja 1 specie de plante și 15 specii de animale. Situl a fost protejat și ca arie specială de conservare în iulie 2016.

## Biodiversitate
Situată în ecoregiunea alpină, aria protejată conține 11 habitate naturale: Pajiști uscate seminaturale și facies de acoperire cu tufișuri pe substraturi calcaroase (Festuco-Brometalia) (* situri importante pentru orhidee), Pajiști alpine și subalpine calcaroase, Fânețe montane, Grohotișuri termofile și vest-mediteraneene, Pajiști alpine și boreale, Pajiști carstice calcaroase sau bazofile, de Alysso-Sedion albi, Păduri alpine de Larix decidua și/sau Pinus cembra, Mlaștini alcaline, Grohotișuri calcaroase și de șisturi calcaroase de la nivelul montan până la nivelul alpin (Thlaspietea rotundifolii), Râuri de munte și vegetația erbacee de pe malurile acestora, Râuri de munte și vegetația lor lemnoasă cu Salix elaeagnos.
La baza desemnării sitului se află mai multe specii protejate:
- plante (1): papucul doamnei (Cypripedium calceolus)
- păsări (14): fâsă-de-câmp (Anthus campestris), acvilă de munte (Aquila chrysaetos), șerpar (Circaetus gallicus), erete de stuf (Circus aeruginosus), erete vânăt (Circus cyaneus), erete cenușiu (Circus pygargus), prepeliță (Coturnix coturnix), cristeiul de câmp (Crex crex), presură de grădină (Emberiza hortulana), șoim călător (Falco peregrinus), sfrâncioc roșiatic (Lanius collurio), viespar (Pernis apivorus), vrabie de stâncă (Petronia petronia), mărăcinar negru (Saxicola torquatus)
- mamifere (1): lupul (Canis lupus)

Pe lângă speciile protejate, pe teritoriul sitului au mai fost identificate 7 specii de plante, 1 specie de păsări, 1 specie de amfibieni, 1 specie de mamifere, 4 specii de nevertebrate, 3 specii de reptile.